# Sokolnice
Sokolnice (in tedesco Sokolnitz) è un comune della Repubblica Ceca facente parte del distretto di Brno-venkov, in Moravia Meridionale.